# كارلوس روبلس روتشا
كارلوس روبلس روتشا (بالإسبانية: Carlos Robles Rocha) (16 مايو 1992 في كولومبيا - ) هو لاعب كرة قدم كولومبي في مركز الوسط. لعب مع أتليتيكو هويلا وأونس كالداس وبارتيزاني تيرانا وديبورتيس كوينديو وValledupar F.C. ‏.

## وصلات خارجية
- كارلوس روبلس روتشا على موقع الاتحاد الدولي (مؤرشف)  (الإنجليزية)
- كارلوس روبلس روتشا على موقع قاعدة بيانات كرة القدم.إي يو (الإنجليزية)
- كارلوس روبلس روتشا على موقع Soccerway.com (الإنجليزية)
- كارلوس روبلس روتشا على موقع عالم كرة القدم.نت (الإنجليزية)
- كارلوس روبلس روتشا على موقع AS.com (الإسبانية)